# Bundesliga de 2002–03
A Primeira Divisão da Bundesliga de 2002–03, denominada oficialmente de Fußball-Bundesliga 2002-2003, foi a 40º edição da principal divisão do futebol alemão. O campeão foi o Bayern de Munique, que conquistou seu 18º título na história do Campeonato Alemão.

## Premiação
| 1. Fußball-Bundesliga 2002-2003        |
| Baviera                                |
| -------------------------------------- |
| BAYERN DE MUNIQUE Campeão (18º título) |